# 제임스 프레인
제임스 프레인(James Frain, 1968년 3월 14일 ~ )은 잉글랜드의 배우이다.

## 출연 작품
- 나노 테러리즘: CIA 비밀요원 (2019)
- 마일스와 함께 집 짓기 (2016)
- 올 씽스 투 올 맨 (2013)
- 본 오브 워 (2013)
- 이벤트 15 (2013)
- 론 레인저 (2013)
- 트랜짓 (2012)
- 더 케이프 (2011)
- 워터 포 엘리펀트 (2011)
- 트론: 새로운 시작 (2010)
- 플래시포워드 (2009)
- 에브리바디 파인 (2009)
- 퀴드 프로 쿼 (2006)
- 프론트 라인 (2006)
- 인베이젼 (2005)
- 블루 스톰 (2005)
- 스파타커스 (2004)
- 레오나르도 다 빈치 (2003)
- 페스 투 워 (2002)
- 몬테 크리스토 (2002)
- 아라비안 나이트 (2000)
- 미라클 메이커 (2000)
- 레인디어 게임 (2000)
- 노블리 (2000)
- 타이투스 (1999)
- 선샤인 (1999)
- 왓 래츠 원트 두 (1998)
- 비고 (1998)
- 힐러리와 재키 (1998)
- 엘리자베스 (1998)
- 플로스강의 물방앗간 (1997)
- 로빈슨 크루소 (1997)
- 라스푸친 (1996)
- 낫씽 퍼스널 (1995)
- 로크 네스 (1995)
- 딥 어드벤쳐 (1995)
- 샤도우랜드 (1993)

### 텔레비전
- 튜더스 (2007-09)
- 그레이 아나토미 (2009)
- 트루 블러드 (2010)
- 화이트 퀸 (2013)
- 더 터널 (2013, The Tunnel)
- 오펀 블랙 (2015-17)
- 고담 (2015-16)
- 스타 트렉: 디스커버리 (2017-19)